# 81-й Венецианский кинофестиваль
81-й Венецианский международный кинофестиваль проходил с 28 августа по 7 сентября 2024 года в Венеции, на острове Лидо.
Председателем жюри основного конкурса стала французская актриса Изабель Юппер. Ведущей церемоний открытия и закрытия стала итальянская актриса и модель Свева Альвити. «Золотого льва» была удостоена картина Педро Альмодовара «Комната по соседству», «Серебряного льва» за режиссуру — Брэди Корбет за фильм «Бруталист». Приз за лучший сценарий получил фильм «Я всё ещё здесь», лучшим актёром стал Венсан Линдон («Тихий сын»), лучшей актрисой — Николь Кидман («Плохая девочка»).
«Золотого льва» за вклад в кинематограф получили австралийский режиссёр Питер Уир и американская актриса Сигурни Уивер.
Фильмом открытия фестиваля стал «Битлджус Битлджус» Тима Бёртона. Фильмом закрытия стал «Американский задний двор» Пупи Авати.

## Жюри

### Основной конкурс
- Изабель Юппер, актриса ( Франция) — председатель[8]
- Джеймс Грэй, режиссёр ( США)[9]
- Эндрю Хэй, режиссёр ( Великобритания)
- Агнешка Холланд, режиссёр ( Польша)
- Клебер Мендонса Фильо, режиссёр, продюсер и кинокритик ( Бразилия)
- Абдеррахман Сиссако, режиссёр ( Мавритания)
- Джузеппе Торнаторе, режиссёр ( Италия)
- Юлия фон Хайнц, режиссёр ( Германия)
- Чжан Цзыи, актриса ( Китай)

### Программа «Горизонты»
- Дебра Граник, режиссёр и оператор ( США) — председатель[10]
- Али Асгари, режиссёр и продюсер ( Иран)
- Судад Каадан, режиссёр ( Сирия)
- Христос Нику, режиссёр ( Греция)
- Тува Новотны, актриса и режиссёр ( Швеция)
- Габор Рейш, режиссёр ( Венгрия)
- Валиа Сантелла, режиссёр ( Италия)

### Премия Луиджи де Лаурентиса за дебютный фильм
- Джанни Канова, кинокритик и ректор Университета IULM в Милане ( Италия) — председатель[11]
- Рики д’Амброз, режиссёр ( США)
- Барбара Пас, актриса, режиссёр и продюсер ( Бразилия)
- Тейлор Расселл, актриса ( Канада)
- Джейкоб Вонг, куратор Гонконгского кинофестиваля ( Гонконг)

### Венецианская классика
- Ренато де Мария, режиссёр ( Италия) — председатель[12]

### Программа иммерсивного кино (Venice Immersive)
- Селин Даймен, директор трансдисциплинарного искусства ( Нидерланды) — председатель[13]
- Марион Бюргер, художник-постановщик и директор ( Франция)
- Адриан Локман, художник ( Нидерланды)

## Официальная программа
| Победители выделены отдельным цветом |

### Основной конкурс
Следующие 21 фильм были выбраны для участия в основном конкурсе фестиваля:
| Название                      | Оригинальное название    | Режиссёр(ы)                        | Страна                                             |
| ----------------------------- | ------------------------ | ---------------------------------- | -------------------------------------------------- |
| И дети после них              | Leurs enfants après eux  | Людовик Букерма и Зоран Букерма    | Франция                                            |
| Апрель                        | აპრილი                   | Деа Кулумбегашвили                 | Грузия · Франция · Италия                          |
| Плохая девочка                | Babygirl                 | Халина Рейн                        | США                                                |
| Поле боя                      | Campo di Battaglia       | Джанни Амелио                      | Италия                                             |
| Бруталист                     | The Brutalist            | Брэди Корбет                       | США · Великобритания · Венгрия                     |
| Дива будущего                 | Diva Futura              | Джулия Штайгервальт                | Италия                                             |
| Жатва                         | Harvest                  | Афина Рахель Цангари               | Великобритания · Германия · Греция · Франция · США |
| Я всё ещё здесь               | Ainda Estou Aqui         | Вальтер Саллес                     | Бразилия · Франция                                 |
| Джокер: Безумие на двоих      | Joker: Folie à Deux      | Тодд Филлипс                       | США                                                |
| Убейте жокея                  | El jockey                | Луис Ортега                        | Аргентина · Мексика · Испания · Дания · США        |
| Любовь                        | Kjærlighet               | Даг Йохан Хёугеруд                 | Норвегия                                           |
| Мария                         | Maria                    | Пабло Ларраин                      | Италия · Германия                                  |
| Безмолвное братство           | The Order                | Джастин Курзель                    | Канада                                             |
| Квир                          | Queer                    | Лука Гуаданьино                    | Италия · США                                       |
| Тихий сын                     | Jouer Avec le Feu        | Дельфин Колин и Мюриэль Колин      | Франция                                            |
| Комната по соседству          | La habitación de al lado | Педро Альмодовар                   | Испания                                            |
| Босс                          | Iddu                     | Фабио Грассадония и Антонио Пьяцца | Италия · Франция                                   |
| Глаза незнакомца              | 默视录                   | Ео Сью Хуа                         | Сингапур · Китайский Тайбэй · Франция · США        |
| Три подруги                   | Trois Amies              | Эмманюэль Муре                     | Франция                                            |
| Горная невеста                | Vermiglio                | Маура Дельперо                     | Италия · Франция · Бельгия                         |
| Молодость (возвращение домой) | 青春（归）               | Ван Бин                            | Китай · Франция · Люксембург · Нидерланды          |

### Вне конкурса
Следующие фильмы были отобраны для показа вне конкурса:
| Название                                              | Оригинальное название                           | Режиссёр(ы)                                                   | Страна                                                           |
| Художественные фильмы                                 | Художественные фильмы                           | Художественные фильмы                                         | Художественные фильмы                                            |
| ----------------------------------------------------- | ----------------------------------------------- | ------------------------------------------------------------- | ---------------------------------------------------------------- |
| Нашествие младенцев                                   | Baby Invasion                                   | Хармони Корин                                                 | США                                                              |
| Битлджус Битлджус (фильм открытия)                    | Beetlejuice Beetlejuice                         | Тим Бёртон                                                    | США · Великобритания                                             |
| Сломленная ярость                                     | Broken Rage                                     | Такэси Китано                                                 | Япония                                                           |
| Облако                                                | クラウド                                        | Киёси Куросава                                                | Япония                                                           |
| Напоследок                                            | Finalement                                      | Клод Лелуш                                                    | Франция                                                          |
| Горизонты: Часть первая                               | Horizon: An American Saga – Chapter 1           | Кевин Костнер                                                 | США                                                              |
| Горизонты: Часть вторая                               | Horizon: An American Saga – Chapter 2           | Кевин Костнер                                                 | США                                                              |
| Время, которое требуется                              | Il tempo che ci vuole                           | Франческа Коменчини                                           | Италия · Франция                                                 |
| Дело «Мальдорор»                                      | Maldoror                                        | Фабрис Дю Вельц                                               | Италия · Бельгия                                                 |
| Американский задний двор (фильм закрытия)             | L'orto americano                                | Пупи Авати                                                    | Италия                                                           |
| Фантосмия                                             | Phantosmia                                      | Лав Диас                                                      | Филиппины                                                        |
| Одинокие волки                                        | Wolfs                                           | Джон Уоттс                                                    | США                                                              |
| Документальные фильмы                                 |                                                 |                                                               |                                                                  |
| 2073                                                  | 2073                                            | Азиф Кападиа                                                  | Великобритания                                                   |
| Апокалипсис в тропиках                                | Apocalipse nos Trópicos                         | Петра Коста                                                   | Бразилия · США · Дания                                           |
| Бестиарий, гербарий, лапидарий                        | Bestiari, erbari, lapidari                      | Массимо Д’Анольфи и Мартина Паренти                           | Италия · Швейцария                                               |
| Израиль и Палестина на шведском телевидении 1958-1989 | Israel Palestina pa Svensk TV 1958-1989         | Горан Олссон                                                  | Швеция · Финляндия · Дания                                       |
| С глазу на глаз: Джон и Йоко                          | One to One: John & Yoko                         | Кевин Макдональд и Сэм Райс-Эдвардс                           | Великобритания                                                   |
| Рифеншталь                                            | Riefenstahl                                     | Андрес Файель                                                 | Германия                                                         |
| Русские на войне                                      | Russians at War                                 | Анастасия Трофимова                                           | Франция · Канада                                                 |
| Разделённые                                           | Separated                                       | Эррол Моррис                                                  | США · Мексика                                                    |
| Песни медленно горящей Земли                          | Pisni Zemli, Shcho Povilno                      | Ольга Журба                                                   | Украина · Дания · Швеция · Франция                               |
| The Beatles: О чем говорил Нью-Йорк                   | TWST / Things We Said Today                     | Андрей Ужикэ                                                  | Франция · Румыния                                                |
| Почему война                                          | Why War                                         | Амос Гитай                                                    | Франция · Швейцария                                              |
| Сериалы                                               |                                                 |                                                               |                                                                  |
| Все совпадения неслучайны (7 эпизодов)                | Disclaimer                                      | Альфонсо Куарон                                               | Великобритания · США                                             |
| Новые годы (10 эпизодов)                              | Los años nuevos                                 | Родриго Сорогойен, Сандра Ромеро и Дэвид Мартин де лос Сантос | Испания                                                          |
| Семьи, как наши (7 эпизодов)                          | Familier Som Vores                              | Томас Винтерберг                                              | Дания · Франция · Швеция · Чехия · Бельгия · Норвегия · Германия |
| М. Сын века (8 эпизодов)                              | M. Il figlio del secolo                         | Джо Райт                                                      | Италия · Франция                                                 |
| Короткометражные фильмы                               |                                                 |                                                               |                                                                  |
| Городская аллегория                                   | Allégorie Citadine                              | Аличе Рорвахер и JR                                           | Франция                                                          |
| Если я смогу себе это позволить – Глава II            | Se posso permettermi: Capitolo II               | Марко Беллоккьо                                               | Италия                                                           |
| Специальные показы                                    |                                                 |                                                               |                                                                  |
| Красота – не грех (короткометражный фильм)            | Beauty Is Not a Sin                             | Николас Виндинг Рефн                                          | Италия · Дания                                                   |
| Джакомо Леопарди: Жизнь и любовь поэта                | Leopardi. Il poeta dell'infinito                | Серджо Рубини                                                 | Италия                                                           |
| Хозяин морей: На краю земли (2003)                    | Master and Commander: The Far Side of the World | Питер Уир                                                     | США                                                              |

### Программа «Горизонты»
Следующие фильмы были отобраны для показа в основном конкурсе программы «Горизонты»:
| Название                                  | Оригинальное название           | Режиссёр(ы)                      | Страна                                                      |
| ----------------------------------------- | ------------------------------- | -------------------------------- | ----------------------------------------------------------- |
| Айша                                      | Aïcha                           | Мехди Барсауи                    | Тунис · Франция · Италия · Саудовская Аравия · Катар        |
| Карисса                                   | Carissa                         | Девон Дельмар и Джейсон Джейкобс | ЮАР                                                         |
| Девятнадцать                              | Diciannove                      | Джованни Торторичи               | Италия · Великобритания                                     |
| Семья                                     | Familia                         | Франческо Костабиле              | Италия                                                      |
| Знакомое прикосновение                    | Familiar Touch                  | Сара Фридланд                    | США                                                         |
| Несмотря на (открывающий фильм программы) | Nonostante                      | Валерио Мастандреа               | Италия                                                      |
| Счастливый конец                          | Happyend                        | Нео Сора                         | Япония · США                                                |
| Счастливых праздников                     | ينعاد عليكو                     | Скандер Копти                    | Государство Палестина · Франция · Германия · Италия · Катар |
| Марко                                     | Marco, the Invented Truth       | Хон Гараньо и Айтор Эррехи       | Испания                                                     |
| Изгоняющая любовниц                       | 以爱之名                        | Элизабет Ло                      | Китай · США                                                 |
| Мое всё                                   | Mon Inséparable                 | Анна-Софи Байи                   | Франция                                                     |
| Новый год, который так и не наступил      | Anul Nou care n-a fost          | Богдан Мурешану                  | Румыния · Сербия                                            |
| -                                         | Al Klavim Veanashim             | Дэни Розенберг                   | Израиль · Италия                                            |
| Один из дней, когда Хемме умрет           | Hemme’nin Öldügü Günlerden Biri | Мурат Фыратоглу                  | Турция                                                      |
| Метод Pavement                            | Pavements                       | Алекс Росс Перри                 | США                                                         |
| Пуджа, сэр                                | Pooja, Sir                      | Дипак Раунияр                    | Непал · США · Норвегия                                      |
| Тихая жизнь                               | Quiet Life                      | Александрос Авранас              | Франция · Германия · Швеция · Греция · Эстония · Финляндия  |
| Узы, которые нас связывают                | L’Attachement                   | Карин Тардьё                     | Франция · Бельгия                                           |
| Желание на звезду                         | Wishing on a Star               | Петер Керекес                    | Италия · Хорватия · Австрия · Словения · Чехия              |

### «Горизонты» Extra
Следующие работы были отобраны для показа в секции «Горизонты» Extra:
| Название                                     | Оригинальное название                      | Режиссёр(ы)                           | Страна                     |
| -------------------------------------------- | ------------------------------------------ | ------------------------------------- | -------------------------- |
| -                                            | After Party                                | Войтех Стракаты                       | Чехия                      |
| -                                            | Gecenin Kıyısı                             | Тюркер Сюэр                           | Германия · Турция          |
| Король слоновой кости                        | King Ivory                                 | Джон Своб                             | США                        |
| Могиканин                                    | Le Mohican                                 | Фредерик Фарруччи                     | Франция                    |
| -                                            | Al Bahs an Manfaz i Khoroug al Sayed Rambo | Халед Мансур                          | Египет · Саудовская Аравия |
| Пятое сентября (открывающий фильм программы) | September 5                                | Тим Фельбаум                          | Германия                   |
| История Франка и Нины                        | La storia del Frank e della Nina           | Паола Ранди                           | Италия · Швеция            |
| Виттория                                     | Vittoria                                   | Алессандро Кассиголи и Кэйси Кауффман | Италия                     |
| Свидетельница                                | Shahed                                     | Надер Севар                           | Германия · Австрия         |

### Международный конкурс короткометражных фильмов программы «Горизонты»
Следующие фильмы были отобраны для участия в конкурсе на приз за Лучший короткометражный фильм программы «Горизонты»:
| Название         | Оригинальное название       | Режиссёр(ы)                                       | Страна                          |
| ---------------- | --------------------------- | ------------------------------------------------- | ------------------------------- |
| -                | Nime Baz, Nime Basteh       | Атефех Джалал                                     | Иран                            |
| -                | Neredeyse Kesínlíkle Yanlis | Джансу Байдар                                     | Турция                          |
| -                | Il Burattino e la Balena    | Роберто Катани                                    | Франция · Италия                |
| -                | James                       | Андрес Родригес                                   | Гватемала · Мексика             |
| -                | Marion                      | Джо Вейланд и Финн Константин                     | Франция · Великобритания        |
| -                | Moon Lake                   | Джинни Суи Вондерс                                | США                             |
| -                | Minha Mãe é uma Vaca        | Моара Пассони                                     | Бразилия                        |
| O                | O                           | Рунар Рунарссон                                   | Исландия · Швеция               |
| -                | 毒药猫                      | Тянь Гуань                                        | Китай                           |
| -                | René Va Alla Guerra         | Мариакьяра Перниса, Люка Ферри и Морган Менегаццо | Италия · Словения               |
| -                | Shadows                     | Ранд Бейрути                                      | Франция · Иордания              |
| -                | Three Keenings              | Оливер Макголдрик                                 | Великобритания · Ирландия · США |
| Кто любит солнце | Who Loves the Sun           | Аршия Шакиба                                      | Канада                          |
| Вне конкурса     |                             |                                                   |                                 |
| -                | F II - Lo Stupore del Mondo | Алессандро Рак                                    | Италия                          |

### Венецианская классика
«Венецианская классика» (Venice Classics) — это секция, которая с 2012 года представляет на Венецианском кинофестивале мировые премьеры реставраций классических фильмов, проведенных за последний год киноархивами, культурными учреждениями и продюсерскими компаниями по всему миру. В данной секции обычно также представляется подборка документальных фильмов о кино. Режиссер и сценарист Ренато Де Мария возглавил Жюри студентов-кинематографистов, которое уже в одиннадцатый раз вручило призы секции «Венецианской классики» в конкурсах за Лучший отреставрированный фильм и Лучший документальный фильм о кино. Следующие фильм были отобраны для показа в секции «Венецианская классика»:
| Название                                                           | Оригинальное название                                      | Режиссёр(ы)                    | Страна                         | Реставратор                                       |
| Отреставрированные копии                                           | Отреставрированные копии                                   | Отреставрированные копии       | Отреставрированные копии       | Отреставрированные копии                          |
| ------------------------------------------------------------------ | ---------------------------------------------------------- | ------------------------------ | ------------------------------ | ------------------------------------------------- |
| Сильная жара (1953)                                                | The Big Heat                                               | Фриц Ланг                      | США                            | Sony Pictures Entertainment                       |
| Излучина реки (1952)                                               | Bend of the River                                          | Энтони Манн                    | США                            | Universal Pictures / The Film Foundation          |
| Кровь и песок (1941)                                               | Blood and Sand                                             | Рубен Мамулян                  | США                            | Walt Disney Studios / The Film Foundation         |
| Это бомба (1978)                                                   | Ecce Bombo                                                 | Нанни Моретти                  | Италия                         | Экспериментальный центр кинематографии            |
| Запрещённые игры (1952)                                            | Jeux Interdits                                             | Рене Клеман                    | Франция                        | StudioCanal                                       |
| Гаташраддха (1977)                                                 | Ghatashraddha                                              | Гириш Касаравалли              | Индия                          | The Film Foundation                               |
| Золотые хлопья (1976)                                              | Les Flocons d'or                                           | Вернер Шрётер                  | ФРГ · Франция                  | Filmmuseum Düsseldorf / Filmmuseum München        |
| Золото Неаполя (1954)                                              | L'Oro di Napoli                                            | Витторио Де Сика               | Италия                         | Чинечитта / Filmauro                              |
| Его девушка Пятница (1940)                                         | His Girl Friday                                            | Говард Хоукс                   | США                            | Sony Pictures Entertainment                       |
| Время и час Аугусто Матраги (1965)                                 | A Hora e a Vez de Augusto Matraga                          | Роберту Сантус                 | Бразилия                       | LC Barreto Produções Cinematográficas             |
| Свастика (1964)                                                    | 卍                                                         | Ясудзо Масумура                | Япония                         | Kadokawa Corporation                              |
| История, рассказанная после Токийской войны (1970)                 | 東京戦争戦後秘話                                           | Нагиса Осима                   | Япония                         | Oshima Productions LTD                            |
| Модель (1980)                                                      | Model                                                      | Фредерик Уайзман               | США                            | Zipporah Films                                    |
| Ночь (1961)                                                        | La Notte                                                   | Микеланджело Антониони         | Италия · Франция               | Экспериментальный центр кинематографии            |
| Махабхарата (1989)                                                 | The Mahabharata                                            | Питер Брук                     | Франция · Великобритания · США | Brook Productions                                 |
| Нежная кожа (1964)                                                 | La Peau Douce                                              | Франсуа Трюффо                 | Франция                        | mk2 Films                                         |
| Отнесённые необыкновенной судьбой в лазурное море в августе (1974) | Travolti da un Insolito Destino Nell'azzurro Mare d'Agosto | Лина Вертмюллер                | Италия                         | Fondazione Cineteca di Bologna / Minerva Pictures |
| Дилер (1996)                                                       | Pusher                                                     | Николас Виндинг Рефн           | Дания                          | byNWR                                             |
| Документальные фильмы о кино                                       |                                                            |                                |                                |                                                   |
| -                                                                  | Carlo Mazzacurati - Una Certa Idea di Cinema               | Энцо Монтелеони и Марио Канале | Италия                         | Италия                                            |
| Цепные реакции                                                     | Chain Reactions                                            | Александр О. Филипп            | США                            | США                                               |
| -                                                                  | Constel·Lació Portabella                                   | Клаудио Зулиан                 | Испания                        | Испания                                           |
| -                                                                  | Le Cinéma de Jean-Pierre Léaud                             | Сирил Лейти                    | Франция                        | Франция                                           |
| -                                                                  | From Darkness to Light                                     | Майкл Лури и Эрик Фридлер      | США · Германия                 | США · Германия                                    |
| -                                                                  | “I will Revenge this World with Love” Sergej Paradjanov    | Зара Джян                      | Армения · Франция              | Армения · Франция                                 |
| -                                                                  | Wa Ada Maroun Ila Beirut                                   | Фейруз Серхал                  | Катар · Ливан                  | Катар · Ливан                                     |
| Миядзаки: Душа природы                                             | Miyazaki, L'Esprit de la Nature                            | Лео Фавьер                     | Франция                        | Франция                                           |
| -                                                                  | Volonté - L’Uomo dai Mille Volti                           | Франческо Зиппель              | Италия                         | Италия                                            |

### Программа иммерсивного кино
Venice Immersive полностью посвящена иммерсивным медиа и включает в себя все формы творческого самовыражения: от 360°-видео до XR-работ любой продолжительности, включая инсталляции и виртуальные миры. Следующие проекты были отобраны для  XR — Extended Reality секции Венецианской биеннале:

#### В конкурсе
| Название  | Оригинальное название                         | Режиссёр(ы)                                                                                          | Страна                          |
| --------- | --------------------------------------------- | --- | ------------------------------- |
| -         | 住所不明：福島今                              | Ариф Кхан                                                                                            | Япония · США · Китайский Тайбэй |
| -         | All I Know About Teacher Li                   | Zhuzmo                                                                                               | США                             |
| -         | The Art of Change                             | Симоне Фунье и Винсент Ройджерс                                                                      | Италия · Нидерланды · США       |
| -         | A Simple Silence                              | Крейг Кинтеро                                                                                        | Китайский Тайбэй                |
| -         | Une Eau la Nuit                               | Шелани Боуден-Куинтин и Кэролайн Лорин-Бокаж                                                         | Канада                          |
| -         | Ceci est Mon Coeur                            | Стефан Юбер-Бли и Николя Бли                                                                         | Люксембург · Канада · Франция   |
| -         | Champ de Bataille                             | Франсуа Вотье                                                                                        | Франция · Бельгия · Люксембург  |
| -         | Křehký domov                                  | Ондрей Моравек и Виктория Лопухина                                                                   | Чехия                           |
| -         | 放開你的頭腦                                  | Тунг-Йен Чжоу                                                                                        | Китайский Тайбэй                |
| -         | 玉山守護者                                    | Хаён Квон                                                                                            | Франция · Китайский Тайбэй      |
| -         | Impulse: Playing with Reality                 | Барри Джин Мерфи и Мэй Абдалла                                                                       | Великобритания · Франция        |
| -         | In the Realm of Ripley                        | Чхэ Су-Ын и Ын Чжон Чхэ                                                                              | Республика Корея                |
| Ито Мэйкю | Ito Meikyu                                    | Борис Лаббе                                                                                          | Франция · Люксембург            |
| -         | Mamie Lou                                     | Изабель Андреани                                                                                     | Франция · Люксембург            |
| -         | Mammary Mountain                              | Тара Баот Муни, Камилла С. Бейкер и Мафдж Альварес                                                   | Великобритания · Ирландия       |
| -         | 機動戦士ガンダム 銀灰の幻影                   | Кэнъити Судзуки                                                                                      | Япония · Франция · США          |
| -         | Oto's Planet                                  | Гвенаэль Франсуа                                                                                     | Люксембург · Канада · Франция   |
| -         | Žaisti Gyvenima                               | Зилвинас Науйокас, Вилюс Петраускас, Мантас Пронкус, Донатас Улвидас, Альгис Крищюнас и Дарюс Жичкус | Литва                           |
| -         | Project: Lost Worlds                          | Fins                                                                                                 | США                             |
| -         | Project_Y: Working Title                      | Юдзо Сугано, Шинго Ёсимура, Тошики Сакамото и Таро Хираи                                             | Япония                          |
| -         | Pudica                                        | Кэисукэ Ито                                                                                          | Япония                          |
| -         | 漫步源雨㵵                                    | Матьё Прадат                                                                                         | Франция · Китайский Тайбэй      |
| -         | Strangeways                                   | Адам Либер и Крис Бьянчи                                                                             | Великобритания · ЮАР · Мальта   |
| -         | Symbiosis /\ Dybiosis: Sentience              | Тоска Теран, Бренда Леман, Андрей Гравелль и Свен Стеффенс                                           | Канада · Германия · Чили        |
| -         | Uncanny Alley: A New Day                      | Стивен Бучко и Рик Тревик                                                                            | США · ЮАР                       |
| -         | Un Soir Avec les Impressionnistes, Paris 1874 | Пьер Гейбл                                                                                           | Франция                         |

#### Вне конкурса
Внеконкурсный слот Venice Immersive представляет международную подборку работ, которые были выпущены или впервые показаны в других местах с момента последнего проведения Венецианского международного кинофестиваля:
| Название                            | Оригинальное название                          | Режиссёр(ы)                                                                   | Страна                                                   |
| Best of Experiences                 | Best of Experiences                            | Best of Experiences                                                           | Best of Experiences                                      |
| ----------------------------------- | ---------------------------------------------- | ----------------------------------------------------------------------------- | -------------------------------------------------------- |
| -                                   | Turbulence: Jamais Vu                          | Бен Джозеф Эндрюс и Эмма Робертс                                              | Австралия                                                |
| -                                   | What If...? - An Immersive Story               | Дэйв Бушор                                                                    | США                                                      |
| -                                   | 40 Dias Sem o Sol                              | Жоао Фурия                                                                    | Бразилия                                                 |
| -                                   | Nightmara: Episode 3                           | Джанпаоло Гонсалес                                                            | США                                                      |
| -                                   | Astra                                          | Элайза Макнитт                                                                | Франция · США                                            |
| -                                   | Adventure                                      | Шарлотт Миккельборг и Эллиот Грейвс                                           | Великобритания                                           |
| -                                   | Riven                                          | Рэнд Миллер. Ричард Вандер Венде, Ханна Гамиель, Эрик Андерсон и Тони Фрайман | США                                                      |
| -                                   | Museum Alive Immersive with David Attenborough | Бхаумик Патель                                                                | Великобритания                                           |
| -                                   | Telos I                                        | Эмиль Дэм Зайдель и Доротея Сайкали                                           | Канада · Швеция · Дания · Великобритания                 |
| -                                   | The 7th Guest VR                               | Пол ван дер Меер                                                              | Нидерланды                                               |
| Best of Worlds                      |                                                |                                                                               |                                                          |
| -                                   | ․⁄ Complication                                | Ende                                                                          | —                                                        |
| -                                   | Chromatic Frequency                            | Axinovium                                                                     | —                                                        |
| -                                   | Concrete - Pale Sands                          | May ~ and jerk                                                                | —                                                        |
| -                                   | Eccentic Rooms                                 | suzuki_i                                                                      | —                                                        |
| -                                   | Endless Residents Super Ultra Deluxe Edition   | Spencer Filson                                                                | —                                                        |
| -                                   | Exoplanet Journey                              | Niko                                                                          | —                                                        |
| -                                   | Finishing Tough - Art Studio & Gallery         | Mixie!                                                                        | —                                                        |
| -                                   | Like a Canvas                                  | haruki_haru                                                                   | —                                                        |
| -                                   | Liminal Dreams: The Poolrooms                  | ∗Lotus∗                                                                       | —                                                        |
| -                                   | Magic AI-Art: Dimensions                       | Niko∗                                                                         | —                                                        |
| -                                   | Magnetizse                                     | Juice...                                                                      | —                                                        |
| -                                   | Mormoverse: Under the Pillow                   | GeorgyMolodtsov                                                               | —                                                        |
| -                                   | Overview Effect Experience                     | The Shushu                                                                    | —                                                        |
| -                                   | Phatta                                         | Sumeru                                                                        | —                                                        |
| -                                   | Polyrhythm                                     | SkyeSage                                                                      | —                                                        |
| -                                   | Sanctum                                        | Muzz, ju.no                                                                   | —                                                        |
| -                                   | Smew Brush!                                    | Smew                                                                          | —                                                        |
| -                                   | SNR Labs: Test Facility                        | A://DDOS                                                                      | —                                                        |
| -                                   | Suku                                           | durk@work                                                                     | —                                                        |
| -                                   | VRC Museum                                     | Ectique                                                                       | —                                                        |
| Колледж Биеннале - Иммерсивное кино |                                                |                                                                               |                                                          |
| -                                   | Bellow Deck                                    | Мартина Малькнехт и Мартин Принот                                             | Германия · Италия                                        |
| -                                   | Duchampiana                                    | Лилиан Хесс                                                                   | Франция · Германия                                       |
| -                                   | Earths to Come                                 | Роза Бонд                                                                     | США                                                      |
| -                                   | Echoes of Ash Valley                           | Шу Чжу                                                                        | США                                                      |
| -                                   | Garden Alchemy                                 | Мишель Кранот и Ури Кранот                                                    | Дания                                                    |
| -                                   | The Gossips's Chronicles                       | Коринна Маццоли                                                               | Италия                                                   |
| -                                   | 中南半島未知某處                               | Асио Чихсюн Лю и Фэн Тинг Тсоу                                                | Китайский Тайбэй · Бельгия · Канада · Вьетнам · Камбоджа |

### Колледж Биеннале - Кино
Следующие фильмы были отобраны для показа в секции «Колледж Биеннале - Кино» (Biennale College - Cinema):
| Название | Оригинальное название | Режиссёр(ы)      | Страна  |
| -------- | --------------------- | ---------------- | ------- |
| -        | The Fisherman         | Зоя Мартинсон    | Гана    |
| -        | Medovyi Misiats       | Жанна Озирна     | Украина |
| -        | Január 2              | Жофия Силадьи    | Венгрия |
| -        | Il mio compleanno     | Кристиан Филиппи | Италия  |

### Final Cut in Venice
Final Cut in Venice — фестивальная программа, которая с 2013 года оказывает поддержку в завершении производства фильмов из стран Африки и Ближнего Востока. Следующие семь фильмов, находящихся в процессе производства, были отобраны для показа в рамках 12-го проведения программы Final Cut in Venice:
| Название              | Оригинальное название           | Режиссёр(ы)              | Страна                                                  |
| Художественные фильмы | Художественные фильмы           | Художественные фильмы    | Художественные фильмы                                   |
| --------------------- | ------------------------------- | ------------------------ | ------------------------------------------------------- |
| Айша не может улететь | Aisha la tastaea al tayran      | Морад Мостафа            | Египет · Тунис · Саудовская Аравия · Катар · Франция    |
| -                     | In This Darkness I See You      | Надим Табе               | Ливан · Франция · Катар · Саудовская Аравия             |
| -                     | My Father’s Scent               | Мохаммед Шиад            | Египет · Норвегия · Саудовская Аравия · Катар · Франция |
| -                     | O Profeta                       | Ике Ланга                | Мозамбик · ЮАР                                          |
| Докуфикшн             |                                 |                          |                                                         |
| -                     | Ancestral Visions of the Future | Лемоханг Джеремайя Мозез | Франция · Германия · Лесото                             |
| -                     | Your Daughter                   | Сара Шазли               | Египет                                                  |
| Документальный фильм  |                                 |                          |                                                         |
| -                     | Ceux qui veillent               | Карима Саиди             | Бельгия · Франция · Катар                               |

## Независимые секции

### Авторские дни
Следующие фильмы были отобраны для показа в секции «Авторские дни» (Giornate degli Autori):

#### Основная программа
Первые два показа фильма «Антиквариат» Русудана Глурджидзе были отменены после чрезвычайного постановления, вынесенного судом Венеции в связи со спором об авторских правах. Оставшийся показ был проведён после того, как секция подала встречный иск и суд одобрил проведение показа.
| Название                               | Оригинальное название                                          | Режиссёр(ы)               | Страна                                               |
| В конкурсе                             | В конкурсе                                                     | В конкурсе                | В конкурсе                                           |
| -------------------------------------- | -------------------------------------------------------------- | ------------------------- | ---------------------------------------------------- |
| -                                      | Alpha.                                                         | Ян-Виллем ван Эвейк       | Нидерланды                                           |
| Антиквариат                            | Antikvariati                                                   | Русудан Глурджидзе        | Грузия                                               |
| -                                      | Selon Joy                                                      | Камилль Луган             | Франция                                              |
| -                                      | Boomerang                                                      | Шахаб Фотоухи             | Иран                                                 |
| Сестры                                 | Manas                                                          | Марианна Бреннанд         | Бразилия                                             |
| Санаторий под Клепсидрой               | Sanatorium Under the Sign of the Hourglass                     | Стивен Куай и Тимоти Куай | Великобритания                                       |
| -                                      | Sugar Island                                                   | Йоханна Гомес Терреро     | Доминиканская Республика                             |
| -                                      | Super Happy Forever                                            | Кохэй Игараси             | Япония                                               |
| -                                      | Taxi Monamour                                                  | Чиро Де Каро              | Италия                                               |
| Убить монгольскую лошадь               | 一匹白马的热梦                                                 | Цзян Сяосюань             | Малайзия · Гонконг · Республика Корея · Япония · США |
| Вне конкурса — Специальные мероприятия |                                                                |                           |                                                      |
| - (закрывающий фильм программы)        | Basileia                                                       | Изабелла Торре            | Италия                                               |
| -                                      | Kora                                                           | Клаудия Варежан           | Бразилия                                             |
| - (открывающий фильм программы)        | Coppia Aperta Quasi Spalancata                                 | Федерика Ди Джакомо       | Италия                                               |
| -                                      | Peaches Goes Bananas                                           | Мари Лозье                | Франция · Бельгия                                    |
| -                                      | Mogucnost Raja                                                 | Младен Ковачевич          | Сербия                                               |
| -                                      | Alma del Desierto                                              | Моника Табоада Тапия      | Колумбия · Бразилия                                  |
| -                                      | Soudan, Souviens-Toi                                           | Хинд Меддеб               | Франция · Тунис · Катар · Италия                     |
| Miu Miu Women's Tales                  |                                                                |                           |                                                      |
| -                                      | #27 I Am the Beauty of Your Beauty, I Am the fear of Your Fear | Тан Чуй Муи               | Малайзия · Италия                                    |
| -                                      | #28 The Miu Miu Affaire                                        | Лаура Читарелла           | Аргентина                                            |

#### Ночи Венеции (Notti Veneziane)
| Название           | Оригинальное название                           | Режиссёр(ы)         | Страна     |
| ------------------ | ----------------------------------------------- | ------------------- | ---------- |
| -                  | A Man Fell                                      | Джованни Лоруссо    | Италия     |
| -                  | Bosco Grande                                    | Джузеппе Скиллачи   | Франция    |
| -                  | Desert Suite                                    | Фабрицио Ферраро    | Италия     |
| -                  | L’Occhio Della Gallina                          | Антониетта де Лилло | Италия     |
| Пари по-итальянски | La Scommessa – Una Notte in Corsia              | Джованни Дота       | Италия     |
| -                  | Tenga Duro Signorina! Isabella Ducrot Unlimited | Моника Стамбрини    | Италия     |
| -                  | Quasi a Casa                                    | Каролина Павоне     | Италия     |
| -                  | Sempre                                          | Лучана Фина         | Португалия |
| -                  | Vakhim                                          | Франческа Пирани    | Италия     |

### Международная неделя критики
Кураторами отбора фильмов в секцию стали генеральный делегат Венецианской недели критики Беатриче Фиорентино совместно с членами отборочной комиссии: Энрико Аццано, Кьярой Боррони, Иларией Феоле и Федерико Педрони. Следующие фильмы были отобраны для показа в рамках 39-го проведения секции Международной недели критики (Settimana Internazionale della Critica):

#### Основная программа
| Название                                   | Оригинальное название       | Режиссёр(ы)        | Страна                                     |
| В конкурсе                                 | В конкурсе                  | В конкурсе         | В конкурсе                                 |
| ------------------------------------------ | --------------------------- | ------------------ | ------------------------------------------ |
| -                                          | Anywhere Anytime            | Милад Тангшир      | Италия                                     |
| Не плачь, бабочка                          | Mưa trên cánh bướm          | Линь Дуонг         | Вьетнам · Сингапур · Филиппины · Индонезия |
| -                                          | Homegrown                   | Майкл Премо        | США                                        |
| -                                          | No Sleep Till               | Александра Симпсон | США · Швейцария                            |
| -                                          | Paul & Paulette Take A Bath | Джетро Мэсси       | Великобритания                             |
| Павлин                                     | Peacock                     | Бернхард Венгер    | Австрия · Германия                         |
| -                                          | Moattar binanaa             | Мухаммад Хамди     | Египет · Франция · Тунис                   |
| Вне конкурса — Специальные мероприятия     |                             |                    |                                            |
| Ловушка 2039 (открывающий фильм программы) | Planète B                   | Од Леа Рапен       | Франция · Бельгия                          |
| - (закрывающий фильм программы)            | Little Jaffna               | Лоуренс Валин      | Франция                                    |

#### SIC@SIC Short Italian Cinema
| Название                               | Оригинальное название              | Режиссёр(ы)        | Страна           |
| В конкурсе                             | В конкурсе                         | В конкурсе         | В конкурсе       |
| -------------------------------------- | ---------------------------------- | ------------------ | ---------------- |
| -                                      | At Least I Will Be 8 294 400 Pixel | Марко Таларико     | Италия           |
| -                                      | Nero argento                       | Франческо Мандзато | Италия           |
| -                                      | Billi il cowboy                    | Фейт Джанни        | Италия           |
| -                                      | Phantom                            | Габриэле Мандзони  | Италия           |
| -                                      | Playing God                        | Маттео Бурани      | Италия · Франция |
| -                                      | Sans Dieu                          | Алессандро Рокка   | Италия           |
| -                                      | Things That My Best Friend Lost    | Марта Инноченти    | Италия           |
| Вне конкурса — Специальные мероприятия |                                    |                    |                  |
| - (открывающий фильм программы)        | Dark Globe                         | Донато Сансон      | Италия · Франция |
| - (открывающий фильм программы)        | The Eggregores’ Theory             | Андреа Гатопулос   | Италия           |
| - (закрывающий фильм программы)        | Domenica sera                      | Маттео Тортоне     | Италия           |

## Официальные награды

#### Основной конкурс (Venezia 81)
- Золотой лев — «Комната по соседству», реж. Педро Альмодовар (Испания)[31]
- Премия Большого жюри — «Горная невеста», реж. Маура Дельперо (Италия)
- Специальный приз жюри — «Апрель», реж. Деа Кулумбегашвили (Грузия)
- Серебряный лев за режиссуру — «Бруталист», реж. Брэди Корбет (США)
- Кубок Вольпи за лучшую мужскую роль — Венсан Линдон за фильм «Тихий сын»
- Кубок Вольпи за лучшую женскую роль — Николь Кидман за фильм «Плохая девочка»
- Приз за лучший сценарий — «Я всё ещё здесь», реж. Вальтер Саллес (Бразилия)
- Премия Марчелло Мастроянни — Поль Киршер за фильм «И дети после них»

#### Почётный Золотой левза вклад в кинематограф
- Питер Уир[32]
- Сигурни Уивер[33]

#### Программа «Горизонты»
- Приз за лучший фильм — «Новый год, который так и не наступил[англ.]», реж. Богдан Муресану (Румыния)
- Приз за режиссуру — «Знакомое прикосновение[англ.]», реж. Сара Фридланд (США)
- Специальный приз жюри — «Один из дней, когда Хемме умрет[англ.]», реж. Мурат Фиратоглу (Турция)
- Приз лучшему актёру — Франческо Геги за фильм «Семья[англ.]»
- Приз лучшей актрисе — Кэтлин Шелфант за фильм «Знакомое прикосновение[англ.]»
- Приз за лучший сценарий — «Счастливых праздников[англ.]», реж. Скандер Копти (Палестина)
- Приз за лучший короткометражный фильм — «Кто любит солнце[англ.]», реж. Аршия Шакиба (Канада)

#### «Горизонты» Extra
- Приз зрительских симпатий — «Свидетельница[англ.]», реж. Надер Севар (Иран)

#### Приз Луиджи Ди Лаурентиса – Лев будущего
- «Знакомое прикосновение[англ.]», реж. Сара Фридланд (США)

#### Венецианская классика
- Лучший документальный фильм о кино — «Цепные реакции[англ.]», реж. Александр О. Филипп (США)
- Лучший отреставрированный фильм — Это бомба[англ.] (1978), реж. Нанни Моретти (Италия), реставратор — Экспериментальный центр кинематографии

#### Venice Immersive
- Главный приз — «Ито Мэйкю», реж. Борис Лаббе (Франция)
- Специальный приз жюри — Oto's Planet, реж. Гвенаэль Франсуа (Франция)
- Приз за достижения — Impulse: Playing with Reality, реж. Барри Джин Мерфи и Мэй Абдалла (Великобритания)

#### Приз Glory to the Filmmaker
- Клод Лелуш[34]

## Независимые награды
Международная неделя критики
- Главный приз — «Не плачь, бабочка[англ.]», реж. Линь Дуонг (Вьетнам)
  - Особое упоминание жюри — No Sleep Till, реж. Александра Симпсон (США)
- Приз зрительских симпатий The Film Club — Paul & Paulette Take A Bath, реж. Джетро Мэсси (Великобритания)
- Приз Verona Film Club за самый инновационный фильм — «Не плачь, бабочка[англ.]», реж. Линь Дуонг (Вьетнам)
- Приз Hotel Saturnia за лучший технический вклад им. Марио Серандреи — Homegrown, реж. Майкл Премо (США)
- Приз за лучший короткометражный фильм — Things That My Best Friend Lost, реж. Марта Инноченти (Италия)
- Приз за режиссуру — Nero argento, реж. Франческо Мандзато (Италия)
- Приз Fondazione Fare Cinema за лучший технический вклад — At Least I Will Be 8 294 400 Pixel, реж. Марко Таларико (Италия)

Авторские дни
- Приз режиссёров Giornate degli Autori — Сестры[англ.], реж. Марианна Бреннанд (Бразилия)[35]
- Приз Europa Cinemas Label — Alpha., реж. Ян-Виллем ван Эвейк (Нидерланды)
- Почётный приз SIAE им. Андреа Пургато́ри — Аличе Рорвахер[36]
- Приз SIAE за «креативный талант» — Федерика Ди Джакомо

Квир-лев
- Alma del Desierto, реж. Моника Табоада Тапия (Колумбия)[37]

Приз Ambassador of Hope
- «Король слоновой кости», реж. Джон Своб (США)

Премия Молодого Кино
- Лучший фильм основного конкурса — «Бруталист», реж. Брэди Корбет (США)
- Лучший итальянский фильм кинофестиваля — «Виттория[англ.]», реж. Алессандро Кассиголи и Кэйси Кауффман (Италия)

Премия Authors Under 40
- Лучшая режиссура и сценарий — «Убить монгольскую лошадь[англ.]», реж. Цзян Сяосюань (Китай)
- Лучшая режиссура (разделили):
  - «Мое всё[англ.]», реж. Анна-Софи Байи (Франция)
  - «Изгоняющая любовниц[англ.]», реж. Элизабет Ло (Гонконг)
- Специальное упоминание за лучшую операторскую работу — «Новый год, который так и не наступил[англ.]», реж. Богдан Муресану (Румыния)

Приз Brian Award
- «Комната по соседству», реж. Педро Альмодовар (Испания)

Приз Casa Wabi Mantarraya Award
- «Знакомое прикосновение[англ.]», реж. Сара Фридланд (США)

Приз CICT - UNESCO им. Энрико Фулькигнони
- The Fisherman, реж. Зоя Мартинсон (Гана)

Приз Cinema & Arts
- Golden Musa — «Рифеншталь», реж. Андрес Файель (Германия)
- Golden Musa — Paul & Paulette Take A Bath, реж. Джетро Мэсси (Великобритания)
  - Особое упоминание, посвященное мультидисциплинарному художнику — Братья Квей

Независимые награды
- Приз ФИПРЕССИ — «Бруталист», реж. Брэди Корбет
- Премия «Продвижение межрелигиозного диалога» от независимого жюри Interfilm — «Тихая жизнь», реж. Александрос Авранас (Франция, Германия, Швеция, Греция, Эстония, Финляндия)